# Avlösning (teologi)
Avlösning, absolution, är den handling genom vilken prästen tillsäger någon syndernas förlåtelse, vanligen i gudstjänst eller vid bikt. I den romersk-katolska och den ortodoxa kyrkan ingår avlösningen i botens sakrament. Även inom lutherdomen kan bikten eller avlösningen räknas som ett sakrament.

## Historia
I den äldsta kristna kyrkan betydde avlösning återupptagande i kyrkogemenskapen av en för svåra synder exkommunicerad, men ångerfull syndare. Det skedde efter fullgörande av en föreskriven botgöringsövning. Syndarens försoning med Gud, eller syndaförlåtelsen, skulle således vara ett villkor för att syndaren skulle få absolutionen. Men eftersom människans gemenskap med Gud började anses som ovillkorligt beroende av gemenskapen med kyrkan, ansågs avlösningen redan på 200-talet, som ett sätt att få syndaförlåtelse. Från 400-talet kunde endast biskopen ge avlösning. Med tiden ersattes den offentliga syndabekännelsen med en enskild bekännelse inför prästen. Denne ålade, mildrade eller helt och hållet efterskänkte botövningen och meddelade därefter avlösning. 
Under medeltiden utsträcktes detta förfaringssätt till alla synder, och vid fjärde laterankonciliet 1215 föreskrevs privatbikten genom lag. Avlösning betecknade därefter inte endast tillgift från kyrkan, utan även förlåtelse från Gud. Detta stämde dåligt med den gamla så kallade deprekativa absolutionsformeln: Deus absolvat te (Gud förlåte dig) eller Deus tribuat tibi absolutionem et remissionem (Gud give dig avlösning och förlåtelse). Däremot stämde det bra med de hierarkiska grundsatserna. Därför byttes de ut mot den så kallade exhibitiva Ego absolvo te (jag förlåter dig). Det förhållandet att prästen här framstod som en nödvändig medlare mellan människan och Gud fick mycket stor betydelse för utvecklingen av den kyrkliga hierarkin. Det bekräftades på det tridentinska mötet och gällde mycket länge i den katolska kyrkan.
I den protestantiska kyrkan fick avlösningen en helt annan betydelse. Privatbikten överläts till vars och ens fria val och avlösning blev liktydigt med tillförsäkrande av syndernas förlåtelse för den botfärdige, eller ett tillämpande på den enskilde av evangeliets allmänna löften om nåd. Båda fanns kvar, inte som nödvändiga för saligheten, utan som kraftfulla medel att trösta bekymrade samveten och särskilt som lämplig förberedelse för att ta del av nattvard. Avlösningens form var den så kallade deklarativa Jag förkunnar dig dina synders förlåtelse.